# Инженерное (Херсонская область)
Инженерное (укр. Інженерне, до 2016 г. — Жовтневое) — посёлок в Херсонской городской общине Херсонского района Херсонской области Украины.
Почтовый индекс — 73484. Телефонный код — 552.

## Население
Население по переписи 2001 года составляло 1429 человек.

### Языковой состав
Родной язык населения по данным переписи 2001 года:
| Язык       | Численность, чел. | Доля     |
| ---------- | ----------------- | -------- |
| Украинский | 1 081             | 75,65 %  |
| Русский    | 333               | 23,30 %  |
| Другое     | 15                | 1,05 %   |
| Итого      | 1 429             | 100,00 % |